# Бульвар Сенкевича
Бульва́р Сенке́вича — бульвар в районе Лефортово Юго-Восточного административного округа Москвы.

## Происхождение названия
Наименование бывшему безымянному проезду присвоено 6 ноября 2018 года[ в память о Ю. А. Сенкевиче — советском и российском учёном-медике, тележурналисте и путешественнике, продюсере, кандидате медицинских наук, полковнике медицинской службы, лауреате Государственной премии СССР, академике Российской телевизионной академии, президенте Ассоциации путешественников России, ведущем старейшей телепередачи советского и российского телевидения «Клуб путешествий».

## Описание
Бульвар отходит от шоссе Энтузиастов на рекультивируемой и застраиваемой территории бывшего металлургического завода «Серп и Молот».

Прокладка бульвара только начата, ведётся строительство новых кварталов жилого комплекса «Символ». Согласно проекту планировки, по мере застройки бульвар будет продлён до улицы Золоторожский Вал.

## Здания и сооружения
Жилые дома и другие сооружения в настоящий момент только строятся.

## Общественный транспорт
По самому бульвару общественный транспорт не проходит. Вблизи начала бульвара, на шоссе Энтузиастов, расположена остановка общественного транспорта «Старообрядческая улица».

### Трамваи
- 12 — 2-я улица Машиностроения — 16-я Парковая улица
- 38 — Черёмушки — 3-я Владимирская улица
- 46 — Малый Калитниковский проезд — Сокольническая Застава

### Автобусы
- 125 — Улица Молостовых — Красноказарменная площадь
- 340 — Станция метро «Римская» — Смирновская ул.
- 365 — Станция метро «Римская» — Смирновская ул., 25
- 567 — Станция метро «Марксистская» — Смирновская ул., 25
- 730 — Гаражная улица — станция метро «Римская»
- м8 — Станция метро «Лубянка» — Дангауэровка
- т53 — Станция метро «Таганская» — платформа Новогиреево
- н4 — Станция метро «Китай-город» — Новокосино